# Bathylle (Samos)
Pour les articles homonymes, voir Bathylle.
Bathylle (en grec ancien Βάθυλλος / Báthullos) est un jeune homme de Samos remarquable par sa beauté, vivant dans la seconde moitié du VIe siècle av. J.-C. Il fut aimé du tyran Polycrate de Samos et du poète Anacréon.

## Hommages
Polycrate lui aurait fait élever une statue dans le temple même d'Héra à Samos, dans l'attitude d'un homme qui chante et qui joue de la lyre et qu'Apulée décrit ainsi :

« Un adolescent d'une beauté admirable ; ses cheveux, séparés bien également sur son front, reviennent en bandeaux sur ses tempes, et leurs boucles ondoyantes tombent en touffes d'ébène sur le derrière de sa tête et jusque sur ses épaules. Son cou est arrondi gracieusement ; le bas de sa figure, bien fourni ; ses joues sont potelées, et au milieu de son menton on voit une petite fossette. Son attitude est exactement celle d'un joueur de cithare : les yeux fixés sur la déesse, on dirait qu'il chante. Il est vêtu d'une tunique peinte de toutes sortes de broderies et qui lui tombe jusque sur les pieds ; il a une écharpe à la grecque. Les manches de sa chlamyde lui recouvrent les deux bras jusqu'au poignet ; les autres parties de ce vêtement pendent en plis gracieux. Sa cithare, qui tient à un baudrier élégamment ouvragé, est en même temps soutenue et assujettie. Ses mains sont tendres, effilées. La gauche touche les cordes en écartant les doigts ; la droite fait le geste d'un musicien qui approche l'archet de l'instrument et qui s'apprête à l'en frapper quand la voix cessera de chanter ; ce chant lui-même paraît presque couler de cette bouche arrondie et de ces jolies lèvres à moitié entrouvertes par un doux effort. »

Anacréon — qui eut pourtant moult autres amants : Smerdiès, Cléobule, Mégistès, Simalos, Leucaspis… — lui consacra le plus long de ses chants qui nous soient parvenus, où il lui prête notamment « des cuisses incendiaires » :

« Peins-moi Bathylle, mon aimé, tel que je vais te le décrire.
(…)
Que la poitrine et les mains soient celles d'Hermès, les cuisses celles de Pollux, le ventre celui de Dionysos.
Et sur ces cuisses charmantes, ces cuisses incendiaires, peins un membre délicat qui aspire déjà à l'amour.
(…)
Tu seras payé le prix que tu voudras.
Pour faire le portrait de Bathylle, prends comme modèle cet Apollon,
Et si tu viens un jour à Samos, tu y peindras Apollon d'après Bathylle. »

Il lui dédia au moins un autre chant.
Archétype des gitons, sa notoriété reste vivace en littérature pendant des siècles : après Horace au Ier siècle av. J.-C., il est encore cité par Ronsard au milieu du XVIe siècle (Odes, 2, « À l'arondelle »), par Rémi Belleau (Pourtrait de Bathylle, 1556), Agrippa d'Aubigné (Les Tragiques, 1616), Pierre Bayle (Dictionnaire historique et critique, 1697), Chaulieu (1703) et Casanova (1761).